# Koortskapel (Dikkelvenne)

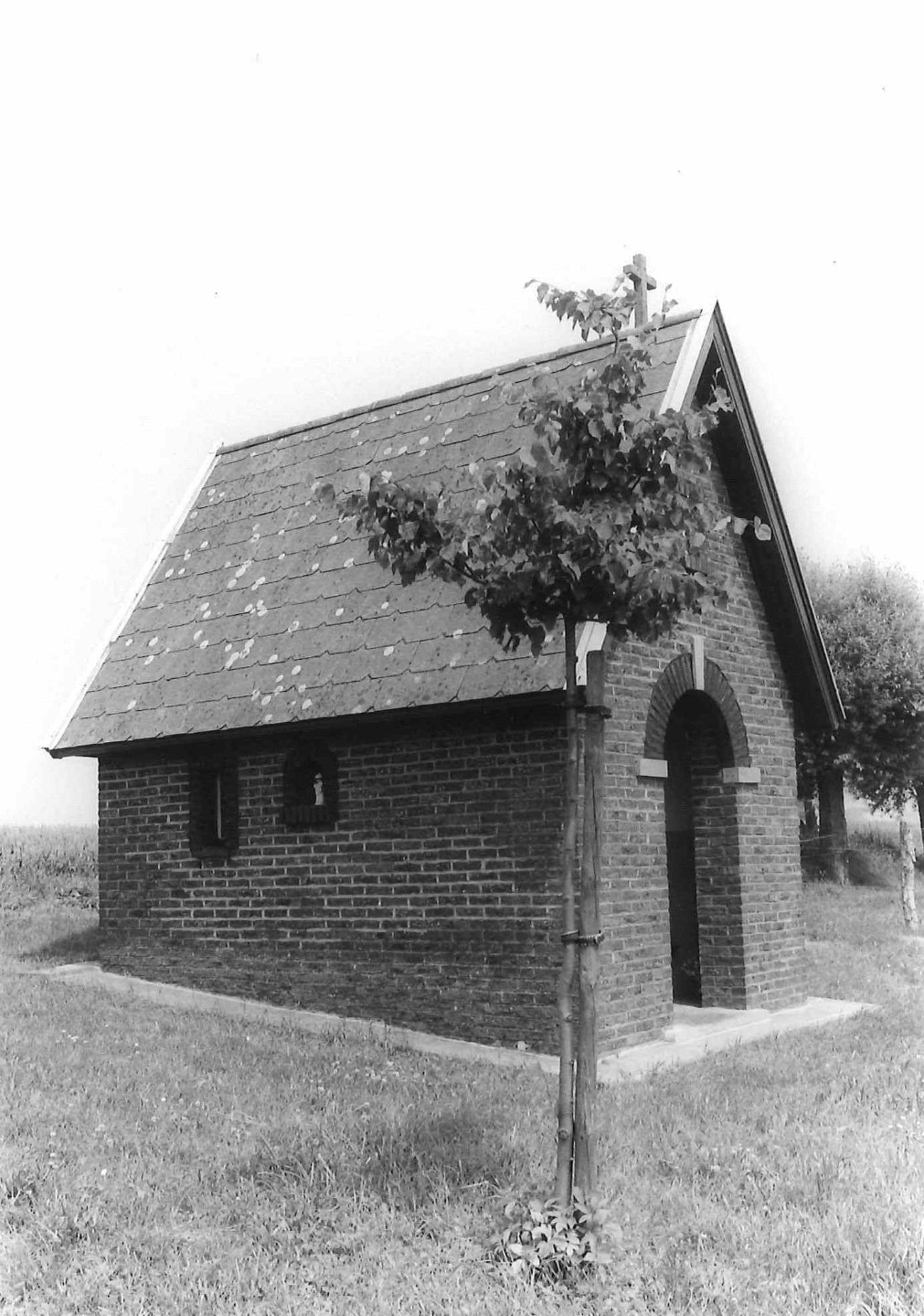
Koortskapel

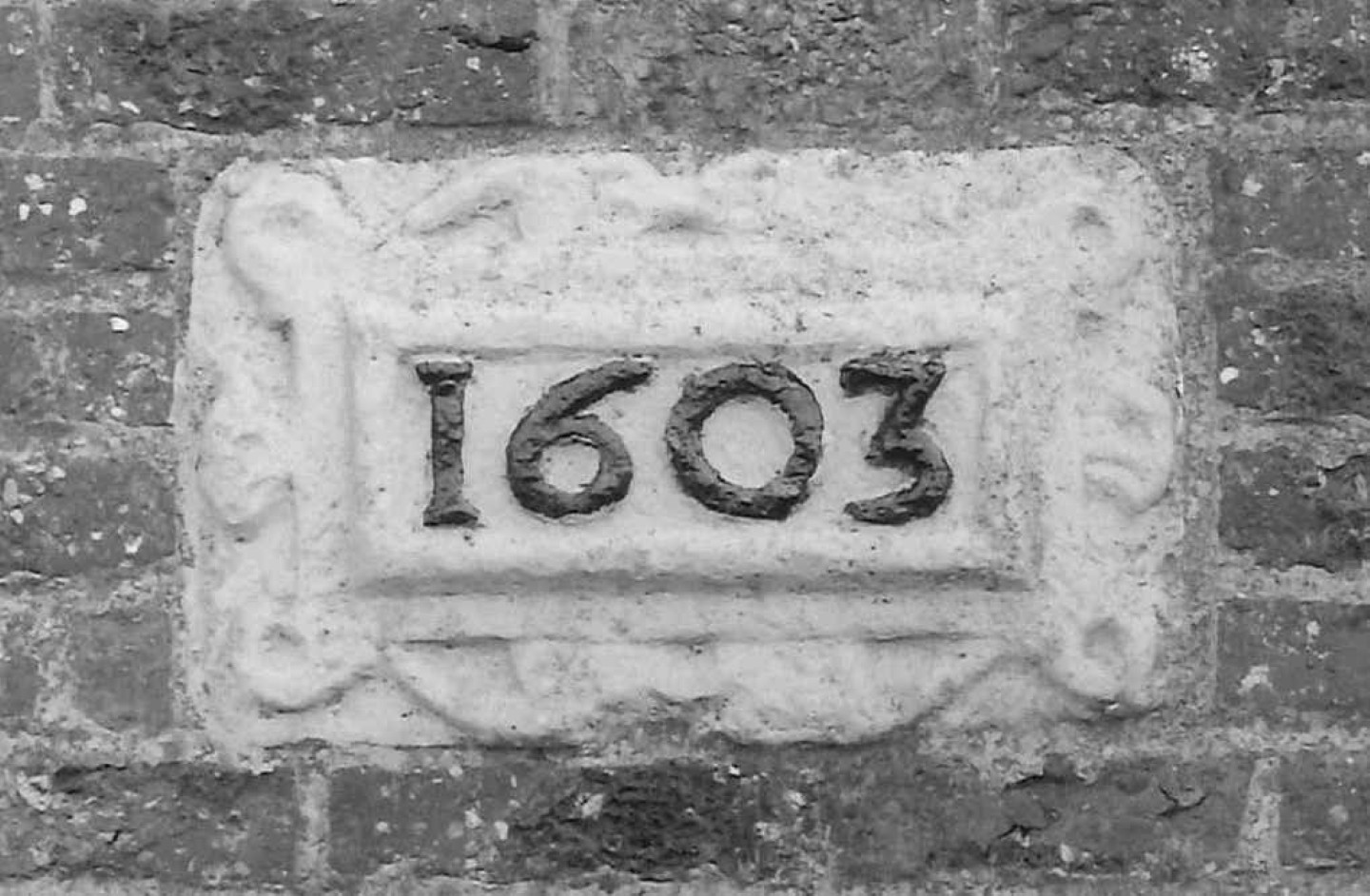
Gevelsteen

De Koortskapel is een kapel in de tot de Oost-Vlaamse gemeente Gavere behorende plaats Dikkelvenne, gelegen aan een zijpad van de Blokstraat (Ter Keursen Cappelle).

## Geschiedenis
Deze kapel werd gesticht door een Raas van Gavere. De kapel was gewijd aan Onze-Lieve-Vrouw van koorts en werd door bedevaartgangers bezocht ter genezing van koorts. Tijdens de Eerste Wereldoorlog werd de kapel gesloopt, maar in 1920 werd hij herbouwd. In 1962 werd hij nog gerestaureerd. De kapel bevat een gevelsteen die afkomstig is uit de oudere kapel en die het jaartal 1603 draagt.